# Quartel-General Supremo Partisan

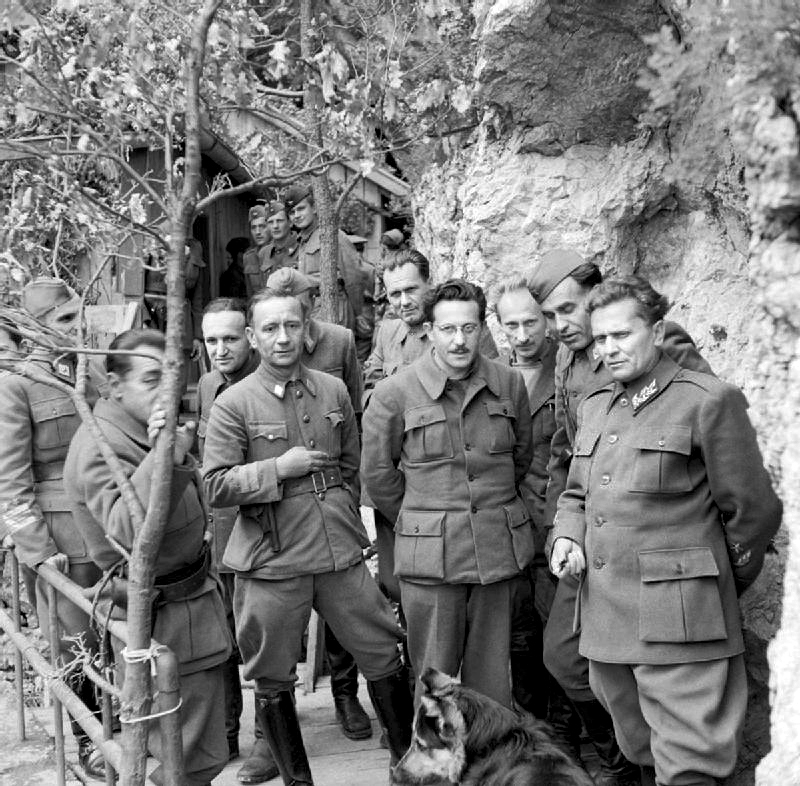
Tito e membros da Sede Suprema em frente à Tito's cave in Drvar em 14 de maio de 1944, dias antes daOperação Rösselsprung.

O Quartel-General Supremo Partisan foi criado em junho de 1941 pelo Comitê Central do Partido Comunista Iugoslavo após a invasão da Iugoslávia pelo Eixo liderada pelos alemães em 6 de abril de 1941. Foi o principal corpo de comando e estado-maior dos Partidários Iugoslavos, com Josip Broz Tito à sua frente.
Inicialmente intitulado Sede do Chefe Partidário quando foi criado em 27 de junho de 1941, foi renomeado na Conferência de Stolice de 26 a 27 de setembro de 1941. Seu nome completo passou a ser Quartel-General Supremo dos Destacamentos Partidários de Libertação Popular. A partir de janeiro de 1942, o quartel-general tornou-se o Quartel-General Supremo do Exército Partidário e Voluntário de Libertação Popular da Iugoslávia para permitir a incorporação de "Destacamentos de Voluntários" consistindo de insurgentes que não estavam dispostos a se tornarem formalmente guerrilheiros,  a maioria dos quais eram Chetniks nacionalistas sérvios. Em novembro de 1942, esta experiência fracassou claramente e foi novamente renomeada como Quartel-General Supremo do Exército de Libertação Popular e dos Destacamentos Partidários da Iugoslávia . Finalmente, em 1 de março de 1945, tornou-se o Estado-Maior do Exército Iugoslavo (renomeado Exército Popular Iugoslavo em 1951).
A composição do Quartel-General Supremo durante a guerra foi sucessivamente complementada, pois poucos membros morreram. Os membros do Quartel-General Supremo durante a guerra foram: Josip Broz Tito (comandante supremo), Arso Jovanović (chefe do Quartel-General Supremo), Velimir Terzić (vice-chefe do Quartel-General Supremo), Sreten Žujović, Edvard Kardelj, Aleksandar Ranković, Ivo Lola Ribar (falecido em novembro de 1943), Svetozar Vukmanović, Milovan Đilas, Ivan Milutinović (falecido em outubro de 1944), Peko Dapčević, Savo Orović, Sava Kovačević (falecido em junho de 1943), Vladimir Popović, Radivoje Jovanović, Vlada Zečević, Petar Drapšin, Rade Hamović, Vojislav Đokić, Franc Leskošek, Uglješa Danilović, Mihailo Apostolski, Nikola Grulović, Pavle Ilić, Moša Pijade, Rade Končar (falecido em maio de 1942), Gojko Nikoliš, Izidor Papo, Ivan Rukavina, Pavle Savić, Vladimir Smirnov e Ivan Maček.